# Amt Landhagen
Amt Landhagen er et amt i den vestlige del af Landkreis Vorpommern-Greifswald i den tyske delstat Mecklenburg-Vorpommern. Administrationen ligger i byen Neuenkirchen. Amt Landhagen blev oprettet 3. april 1992 da de 10 kommuner Dargelin, Diedrichshagen, Hinrichshagen, Levenhagen, Mesekenhagen, Behrenhoff, Dersekow, Neuenkirchen, Wackerow og Weitenhagen slog sig sammen i et forvaltningsfællesskab. Allerede i 1938 var der en  „Gemeinde Landhagen“ der bestod af kommunerne Neuenkirchen, Steffenshagen, Dersekow, Pansow, Hinrichshagen, Levenhagen og Jarmshagen.

## Geografi
Amtets område strækker sig rundt om byen Greifswald og Greifswalder Bodden, og langs dalen til floden Ryck. Amtet grænser mod syd til Amt Züssow, mod nord til Østersøen og byen Greifswald, mod vest til Landkreis Vorpommern-Rügen og mod øst til Amt Lubmin. Nennenswerte Erhebungen und Seen befinden sich im Amtsgebiet nicht. Øerne Riems og Koos ligger ud for amtets kyst, men hører til Greifswald.
Turisme er et væsentligt erhverv, på grund af nærheden til Østersøen, og Greifswald.
Motorvejen A 20 går gennem den sydlige del af amtet. Bundesstraße B 109 (fra Greifswald mod Anklam) og B 96 (fra Berlin til Stralsund) går gennem amtet.

## Kommuner med bydele og landsbyer
- Behrenhoff med Busdorf, Müssow, Kammin, Neu Dargelin, Stresow og Stresow-Siedlung
- Dargelin med Alt Negentin, Dargelin Hof, Neu Negentin und Sestelin
- Dersekow med Alt Pansow, Dersekow Hof, Friedrichsfelde, Johannisthal, Klein Zastrow, Neu Pansow og Subzow
- Diedrichshagen med Guest
- Hinrichshagen med Chausseesiedlung, Feldsiedlung, Heimsiedlung, Hof I, Hof II og Neu Ungnade
- Levenhagen med Alt Ungnade, Boltenhagen og Heilgeisthof
- Mesekenhagen med Brook, Frätow, Gristow, Groß Karrendorf, Kalkvitz, Klein Karrendorf og Kowall
- Neuenkirchen med Oldenhagen og Wampen
- Wackerow mit Dreizehnhausen, Groß Petershagen, Groß Kieshof, Groß Kieshof Ausbau, Immenhorst, Jarmshagen, Klein Kieshof, Klein Petershagen og Steffenshagen
- Weitenhagen med Grubenhagen, Helmshagen I, Helmshagen II, Klein Schönwalde og Potthagen